# Nguyễn Tuấn Dũng
Nguyễn Tuấn Dũng (sinh 1952)  là một sĩ quan cấp cao của Quân đội nhân dân Việt Nam, hàm Trung tướng, nguyên Phó Chủ nhiệm Tổng cục Chính trị (2008-2011).

## Thân thế và Sự nghiệp
- Từ 1977 đến 1999 là giáo viên, Phó Chủ nhiệm, Chủ nhiệm khoa CNXHKH HVCTQS/BQP
- Từ 1999-2000 Phó VT thường trực VKHXHNVQS BQP
- Từ 2000 -2001 Phó GĐ HVCT BQP
- Từ 2002 - 2007, Chính ủy Quân đoàn 3, Quân đội nhân dân Việt Nam.
- Từ 2008-2012 Phó Chủ nhiệm Tổng cục Chính trị Quân đội nhân dân Việt Nam.
- Năm 2013 nghỉ hưu
- Thiếu tướng (2003), Trung tướng (2007)
- Tiến sỹ 1986
- PGS 1996